# Beethoven 2
Beethoven 2 – amerykańska komedia z 1993 roku, drugi z kolei (pierwszy sequel) w serii filmów o bernardynie wabiącym się Beethoven.

## Główne role
- Charles Grodin – George Newton
- Bonnie Hunt – Alice Newton
- Nicholle Tom – Ryce Newton
- Christopher Castile – Ted Newton
- Sarah Rose Karr – Emily Newton
- Debi Mazar – Regina
- Chris Penn – Floyd
- Ashley Hamilton – Taylor Devereaux
- Danny Masterson – Seth

i inni

## Fabuła
Tytułowy bohater – znany z poprzedniej części bernardyn imieniem Beethoven zakochuje się w suczce tej samej rasy, Missy. Owocem tej miłości są cztery szczeniaki, które zostają przygarnięte po kryjomu przez dzieci Newtonów. Wkrótce George i Alice Newtonowie odkrywają szczeniaki i mimo wszystko pozwalają na zatrzymanie ich aż te dorosną. Psy sprawiają panu domu mnóstwo kłopotów. Główną intrygą sequela są knowania, właścicielki Missy – Reginy, która rozdziela zakochaną parę psów i planuje pozbyć się szczeniaków.

## Nagrody i nominacje
Oscary za rok 1993
- Najlepsza piosenka - The Day I Fall in Love - muz. i sł. Carole Bayer Sager, James Ingram, Clif Magness (nominacja)

Złote Globy 1993
- Najlepsza piosenka - The Day I Fall in Love - muz. i sł. Carole Bayer Sager, James Ingram, Clif Magness (nominacja)